# Сєверний сільський округ (Іртиський район)
Сє́верний сільський округ (каз. Северное ауылдық округі, рос. Северный сельский округ) — адміністративна одиниця у складі Іртиського району Павлодарської області Казахстану. Адміністративний центр — село Сєверне.
Населення — 929 осіб (2021; 1334 у 2009, 2139 у 1999, 3148 у 1989).
Станом на 1989 рік існувала Сєверна сільська рада (села Жарбулак, Караагаш, Сєверне, Степне, Тобелес). Село Жарбулак було ліквідовано 2001 року, село Тобелес — 2015 року.

## Склад
До складу округу входять такі населені пункти:
| Населений пункт | Старі назви | Населення, осіб (1989) | Населення, осіб (1999) | Населення, осіб (2009) | Населення, осіб (2021) |
| --------------- | ----------- | ---------------------- | ---------------------- | ---------------------- | ---------------------- |
| Жарбулак, село  | -           | 243                    | 55                     | -                      | -                      |
| Караагаш, село  | -           | 573                    | 317                    | 360                    | 238                    |
| Сєверне, село   | -           | 1373                   | 1504                   | 806                    | 660                    |
| Степне, село    | -           | 684                    | 167                    | 127                    | 31                     |
| Тобелес, село   | -           | 275                    | 96                     | 41                     | -                      |